# Элеазар бен-Педат
Элеазар бен-Педат или Элеазар II (III век) — палестинский амора второго и третьего поколения. В мидрашах он упоминается с отчеством "бен-Педат", а в Талмудах (Вавилонском и Иерусалимском) чаще под одним только именем.

## Биография
Родился в Вавилоне и происходил из священнического рода. Был учеником рабби Самуила и Рава, благоговейное отношение к последнему сохранял всю жизнь.
По-видимому, переселился в Палестину ещё сравнительно молодым человеком. Там он посещал лекции рабби Хийи и Ошайи. Вскоре он начал заниматься в школе рабби Иоханана в Тивериаде.
Занимал должность судьи вместе с р. Шимоном бен-Элиаким (רבי שמעון בן אליקים  Shimon ben Eliakim); в школе он считался талмидом («учеником-товарищем») р. Иоханана. 
По смерти рабби Шимона бен-Лакиша стал помощником Йоханана и по смерти последнего занял его место.
Его слава большого знатока в библейской экзегезе дошла до Вавилонии; анонимные решения, принимавшиеся в вавилонских школах с обозначением «прислали оттуда», считались исходившими от Элеазара.
Хотя был беден, не принимал приношений. 
Умер около 280 года.

## Учение
Он говорил: «Кто обладает знаниями, так велик, как будто бы храм восстановлен при нём».
Часто обращал внимание учеников на великую роль благотворительности, но выше благотворительности он ценил благожелательное отношение к людям вообще. 
Говорил, что благотворительность имеет цену постольку, поскольку она делается с любовью и поскольку в ней заключается действительная личная жертва.